# Jacinto Vera
Jacinto Vera Durán (Oceano Atlântico, 3 de julho de 1813 — Maldonado, 6 de maio de 1881) foi um prelado uruguaio da Igreja Católica que serviu como o primeiro bispo da Diocese de Montevidéu. Ele era um prelado ativo em Montevidéu, embora seus esforços para renovar o sacerdócio e as iniciativas eclesiais o colocassem em conflito com o governo que o exilou em Buenos Aires em 1862, onde permaneceu até 1863. Foi nessa fase que uma revolução ocorreu lugar e ele foi convidado a voltar, onde foi recebido com grande acolhida. Seus objetivos incluíam visitar localidades rurais e isso aumentou quando foi nomeado o primeiro bispo diocesano de Montevidéu. Há um bairro de Montevidéu que leva seu nome.
A fama de santidade por parte de Vera se espalhou durante e após sua morte com pessoas citando seu zelo apostólico, mais sua abordagem ativa e ousada da virtude na vida normal; foi isso que levou as pessoas a pedirem a introdução de sua causa de santidade, o que aconteceu sob o Papa Pio XI em 1935. Em 2015, o Papa Francisco reconheceu suas virtudes heroicas. Foi beatificado em 6 de maio de 2023, em Montevidéu.

## Vida
Jacinto Vera y Durán nasceu em meados de 1813 a bordo de um barco no Oceano Atlântico, filho de Gerardo Vera e Josefa Durán; o barco levava seus pais de seu lugar de origem nas Ilhas Canárias para o Uruguai. A criança foi batizada durante uma parada de barco em Nossa Senhora do Desterro, em Florianópolis, no Brasil. Seus irmãos incluíam María Teodora e Marianna e Dionisio Antonio de los Dolores e Francisco, que morreram no Brasil.
A partir de 1813, Vera viveu em uma fazenda arrendada até que seus pais compraram sua própria fazenda em 1819. Ele fez sua Primeira Comunhão na capela de Nossa Senhora do Carmo chamada Doña Ana e recebeu sua Confirmação nessa época como era o costume da época. Em 1832 sentiu o chamado ao sacerdócio e de 1836 a 1841 estudou com os jesuítas (no Colégio San Ignacio) em Buenos Aires. Ele foi elevado ao diaconato em 28 de maio de 1841 e recebeu sua ordenação em 5 de junho do Bispo de Buenos Aires, Mariano Medrano e Cabrera. Vera celebrou sua primeira missa no dia 6 de junho na igreja das Catalinas em Buenos Aires antes de retornar ao Uruguai.
Em 4 de outubro de 1859, Vera foi nomeado Vigário Apostólico de Montevidéu e assumiu o cargo em 14 de dezembro. Ele buscou a renovação entre os padres e em janeiro de 1860 convocou todos os padres para os Exercícios Espirituais que ele queria regularizar para seu próprio crescimento como padres. Fez uma viagem missionária de 25 de abril de 1860 a janeiro de 1861 em todo o país para se encontrar com várias pessoas, pregar e administrar. Mas surgiram complicações em Montevidéu que o levaram ao exílio em Buenos Aires de 8 de outubro de 1862 a 23 de agosto de 1863. Mas logo foi convidado a retornar à sua nação natal depois que Venâncio Flores lhe fez a oferta; Vera foi recebido com uma grande recepção em seu retorno. Nesse contexto, o presidente interino, Atanasio Aguirre, pediu ao Papa Pio IX que nomeasse Vera como bispo. O papa aceitou esta recomendação em 1864, quando nomeou Vera Bispo Titular de Megara em 22 de setembro, o que levou Vera a receber sua consagração episcopal em 16 de julho de 1865.
Em 1867 Vera partiu para Roma para participar do XIX centenário da morte de São Pedro e fez uma longa viagem pela Itália e França, visitando também Espanha e Portugal. Foi também por esta altura que fez uma peregrinação à Terra Santa. Em 1869 ele partiu novamente para Roma para participar do Concílio Vaticano I e lá permaneceu até o encerramento do concílio em 1870 com a perda dos Estados Pontifícios.
De 10 a 17 de julho de 1871, Vera realizou uma missão de paz entre o general Timoteo Aparicio e o presidente Lorenzo Batlle y Grau, mas essa mediação falhou e levou à Revolução das Lanças. Vera apoiou o retorno à nação dos jesuítas que se instalaram em Montevidéu em 3 de setembro de 1872, ao mesmo tempo, em que permitiu que os Salesianos de Dom Bosco entrassem no país, chegando em 26 de dezembro de 1876; o bispo Vera às vezes se correspondia com São João Bosco. O posto de Vera como vigário apostólico e bispo titular terminou em 15 de julho de 1878, quando o novo Papa Leão XIII o nomeou como o primeiro bispo de Montevidéu após estabelecer a diocese e dissolver o vicariato apostólico.
O bispo morreu em 1881, durante uma missão que cumpria em Pan de Azúcar.

## Processo de Beatificação

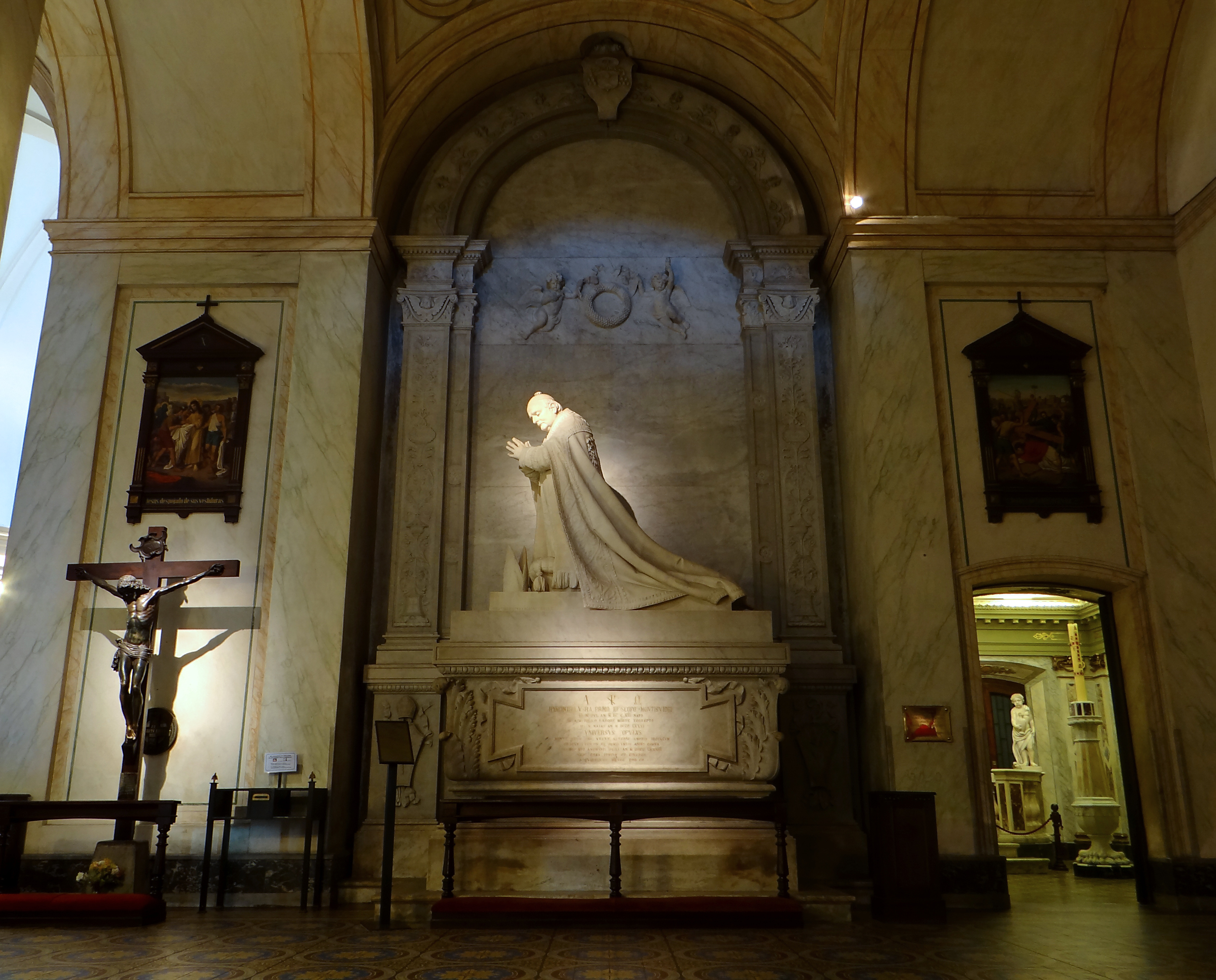
Túmulo de Jacinto Vera na Catedral de Montevidéu

O processo de beatificação foi aberto na Arquidiocese de Montevidéu em um processo informativo que se estendeu de 27 de julho de 1935 até seu encerramento pouco depois em 1942; a Congregação para os Ritos recebeu todas as caixas de documentação no final do processo, mas a causa permaneceu inativa até 28 de fevereiro de 1992, quando a Congregação para as Causas dos Santos validou a fase informativa. A postulação posteriormente compilou e submeteu a Positio à Congregação em 2012 para uma avaliação mais aprofundada com o dossiê abrangendo bem mais de 2.000 páginas. Os historiadores aprovaram a causa em 19 de fevereiro de 2013, assim como os teólogos em 18 de setembro de 2014 e os membros da Congregação em 5 de maio de 2015.
Momentos após a Congregação para as Causas dos Santos aprovar a causa, ela foi levada ao Papa Francisco. O papa - em 5 de maio de 2015 - confirmou que Vera havia levado uma vida cristã modelo de virtude heroica e o nomeou Venerável. Em 17 de dezembro de 2022, foi promulgado pela Congregação decreto que reconheceu um milagre atribuído ao Bispo Vera.
O postulador desta causa foi o Frei Carlo Calloni, O.F.M. Cap.
Em 6 de maio de 2023, ocorreu a cerimônia de beatificação na Tribuna Olímpica do Estádio Centenário, em Montevidéu, sendo a Celebração Eucarística presidida pelo cardeal Paulo Cezar Costa, arcebispo de Brasília, nomeado pelo Papa Francisco como delegado pontifício.